# Aspidifrontia biarcuata
Aspidifrontia biarcuata är en fjärilsart som beskrevs av Emilio Berio 1964. Aspidifrontia biarcuata ingår i släktet Aspidifrontia och familjen nattflyn. Inga underarter finns listade i Catalogue of Life.